# كاري فوغان
كاري فوغان (بالإنجليزية: Cary Vaughan)‏ هي صحفية أمريكية ومدرسة لغة إنجليزية كسبت شهرة بسبب دورها في أزمة احتجاز تيري أندرسون في لبنان. فوغان تعمل كمدرسة بالجامعة الأميركية في بيروت، وتعمل بدوام جزئي في مكتب أسوشيتد برس في بيروت. فوغان وزوجها بيل فولي كانا صديقين مقربين من تيري أندرسون قبل اختطافه وبعد اختطافه من قبل ميليشيا حزب الله عملا بجهد لتأمين الإفراج عنه. وتقديرا لجهودهما حصل الزوجان على الجائزة الدولية لحرية الصحافة من لجنة حماية الصحفيين في عام 1991.